# Равне на Корошкем
Равне на Корошкем (словен. Ravne na Koroškem) је град и управно средиште истоимене општине Равне на Корошкем, која припада Корушкој регији у Републици Словенији.
По попису становништва из 2011. године насеље Равне на Корошкем имало је 6.979 становника. и то је борјчано највеће насеље словеначке Корушке.
Равне на Корошкем су већ дуго познато средиште црне металургије са великом железаром. Насеље се до добијања звања града 1952. године звало Гуштањ, да би тада добило данашње име.